# XII Giochi panarabi
I XII Giochi panarabi si sono svolti dal 9 al 23 dicembre 2011 a Doha, in Qatar. All'evento hanno partecipato un totale di 8.000 atleti, rappresentanti 21 nazioni del mondo arabo, i quali si sono sfidati in 28 sport.

## Presentazione
Il Qatar si è aggiudicato l'organizzazione dei giochi battendo il Libano: il segretario generale dello sport della Lega Araba Othman al-Saad, ha giustificato la scelta di Doha, in quanto una città dalle enormi potenzialità e dagli impianti sportivi moderni e funzionali.
La cerimonia d'apertura, così come tutte le gare principali, si sono svolte al Khalifa International Stadium, mentre la cerimonia di chiusura si è tenuta al Jassim Bin Hamad Stadium. La mascotte dei giochi è stata Wathnan, un cavallo bianco, importante nella cultura araba.
In principio dovevano partecipare ai giochi tutti i 22 paesi della Lega Araba, ma a seguito delle rivolte interne, la Siria è stata sospesa dalla Lega.

## Nazioni partecipanti
| - Algeria (223) - Arabia Saudita (232) - Bahrein (171) - Comore (21) - Egitto (347) - Emirati Arabi Uniti (144) - Gibuti (38) | - Giordania (240) - Iraq (436) - Kuwait (260) - Libano (99) - Libia (48) - Marocco (253) - Mauritania (43) | - Oman (94) - Palestina (109) - Qatar (370) - Somalia (22) - Sudan (191) - Tunisia (218) - Yemen (46) |

## Sport
| - Atletica leggera - Beach volley - Biliardo - Culturismo - Bowling - Calcio - Ciclismo | - Ginnastica artistica - Golf - Judo - Karate - Lotta - Nuoto - Pallacanestro | - Pallamano - Pallavolo - Pugilato - Scacchi - Scherma - Sollevamento pesi - Equitazione | - Squash - Taekwondo - Tennis - Tennistavolo - Tiro a segno - Tiro con l'arco - Vela |

## Medagliere
| Pos. | Nazione             |    |    |    | Totale |
| ---- | ------------------- | -- | -- | -- | ------ |
| 1    | Egitto              | 90 | 76 | 67 | 233    |
| 2    | Tunisia             | 54 | 45 | 39 | 138    |
| 3    | Marocco             | 35 | 24 | 54 | 113    |
| 4    | Qatar               | 32 | 38 | 40 | 110    |
| 5    | Algeria             | 16 | 31 | 41 | 88     |
| 6    | Arabia Saudita      | 15 | 12 | 18 | 45     |
| 7    | Kuwait              | 14 | 18 | 31 | 63     |
| 8    | Bahrein             | 12 | 10 | 15 | 37     |
| 9    | Giordania           | 11 | 14 | 23 | 48     |
| 10   | Iraq                | 11 | 13 | 34 | 58     |
| 11   | Emirati Arabi Uniti | 10 | 9  | 16 | 35     |
| 12   | Libano              | 8  | 5  | 16 | 29     |
| 13   | Oman                | 4  | 7  | 10 | 21     |
| 14   | Yemen               | 2  | 2  | 3  | 7      |
| 15   | Palestina           | 1  | 2  | 5  | 8      |
| 16   | Libano              | 1  | 1  | 7  | 9      |
| 17   | Gibuti              | 1  | 1  | 1  | 3      |
| 18   | Sudan               | 0  | 7  | 7  | 14     |

## Medagliere paralimpico
| Pos. | Nazione             |   |   |   | Totale |
| ---- | ------------------- | - | - | - | ------ |
| 1    | Tunisia             | 6 | 6 | 3 | 15     |
| 2    | Algeria             | 4 | 6 | 2 | 12     |
| 3    | Egitto              | 4 | 4 | 0 | 8      |
| 4    | Iraq                | 4 | 3 | 1 | 8      |
| 5    | Marocco             | 4 | 2 | 5 | 11     |
| 6    | Libia               | 1 | 3 | 2 | 6      |
| 7    | Palestina           | 1 | 1 | 4 | 6      |
| 8    | Arabia Saudita      | 1 | 1 | 1 | 3      |
| 9    | Giordania           | 1 | 0 | 3 | 4      |
| 10   | Emirati Arabi Uniti | 0 | 0 | 3 | 3      |
| 11   | Qatar               | 0 | 0 | 2 | 2      |